# Cathrin Skoog
Cathrin Skoog, född 1987 i Nälden, är en svensk fotomodell som vann chansen att representera Sverige i skönhetstävlingen Miss World 2006 efter att ha vunnit Miss World Sweden-tävlingen. Skogh kvalificerade sig till tävlingen "beachwear contest", men inte till den stora huvudtävlingen.